# 트리니티 레일웨이 익스프레스
트리니티 레일웨이 익스프레스(영어: Trinity Railway Express, 이하 TRE)는 미국 남부 텍사스주의 대중 교통 체계이다. 일반적으로 댈러스, 포트워스 지역 승객들을 수송한다. 트리니티 레일웨이 익스프레스의 통근 열차로 연간 8,200명의 승객을 실어나르고, 통근 열차는 객차, 이층 객차, 디젤 기관차로 운행한다.
텍사스주의 첫 통근 열차 체계인 트리니티 레일웨이 익스프레스는 1996년에 개통되어 현재는 텍사스주의 승객 수송을 담당하는 공기업인 댈러스 아리아 리피드 트랜싯, 포트워스 디파트먼트 트랜스포테이션 아우토리티 산하의 교통국이 되어 텍사스 주의 공기업으로 운행하고 있다.

## 보유 차량
- 2016년 1월 기준으로 트리니티 레일웨이 익스프레스는 다음과 같은 차량을 운행하고 있다.

| 제조                    | 모델                 | 대수 | 사진 |
| ----------------------- | -------------------- | ---- | ---- |
| 일렉트로 모티브 디젤    | EMD F59PH            | 7    |      |
| 일렉트로 모티브 디젤    | EMD F59PHI           | 2    |      |
| 버드 컴파니             | 버드 레일 디젤카     | 13   |      |
| 봄바디어 트랜스포테이숀 | 봄바디어 비레벨 코치 | 25   |      |